# 第31回ベルリン国際映画祭
第31回ベルリン国際映画祭は1981年2月13日から24日まで開催された。

## 概要
コンペティション部門には21本の長編が出品され、スペイン映画『急げ、急げ』が金熊賞を受賞した。しかしコンペティション部門にドイツ映画が1作しか選出されず、1980年からディレクターとなったモーリッツ・デ・ハデルンに対してドイツのプロデューサー組合が辞任を要求する一幕もあった。

## 受賞
- 金熊賞：『急げ、急げ』(カルロス・サウラ)
- 銀熊賞
  - 審査員特別賞：『Akaler Sandhane』 (ムリナル・セン)
  - 監督賞：マルクス・インホフ (『Das Boot ist voll』)
  - 男優賞：ジャック・レモン (『マイ・ハート マイ・ラブ』)、アナトリー・ソロニーツィン (『ドストエフスキーの生涯の26日』)
  - 女優賞：Barbara Grabowska (『Goraczka』)

## 上映作品

### コンペティション部門
長編映画のみ記載。アルファベット順。邦題がついていない場合は原題の下に英題。
| 題名 原題                                                               | 監督                           | 製作国                       |
| ----------------------------------------------------------------------- | ------------------------------ | ---------------------------- |
| Akaler Sandhane (In Search of Famine)                                   | ムリナル・セン                 | インド                       |
| Barnens ö (Children's Island)                                           | ケイ・ポラック                 | スウェーデン                 |
| Das Boot ist voll (The Boat Is Full)                                    | マルクス・インホフ             | スイス 西ドイツ オーストリア |
| 急げ、急げ Deprisa, deprisa                                             | カルロス・サウラ               | スペイン                     |
| Der Erfinder (The Inventor)                                             | Kurt Gloor                     | スイス 西ドイツ              |
| Der Neger Erwin                                                         | ヘルベルト・アハテルンブッシュ | 西ドイツ                     |
| ドストエフスキーの生涯の26日 Dvadtsat shest dney iz zhizni Dostoevskogo | アレクサンドル・ザルヒ         | ソビエト連邦                 |
| 発熱 Goraczka                                                           | アグニエシュカ・ホランド       | ポーランド                   |
| Head On                                                                 | マイケル・グラント             | カナダ                       |
| Il Minestrone                                                           | セルジオ・チッティ             | イタリア                     |
| Kamionat (The Truck)                                                    | フリスト・フリストフ           | ブルガリア                   |
| Köszönöm, megvagyunk                                                    | László Lugossy                 | ハンガリー                   |
| La Provinciale (The Girl from Lorraine)                                 | クロード・ゴレッタ             | フランス スイス              |
| Le grand paysage d'Alexis Droeven                                       | ジャン＝ジャック・アンドリアン | ベルギー                     |
| Luang ta                                                                | Permphol Cheyaroon             | タイ                         |
| Maravillas                                                              | マヌエル・グエラ・アラゴン     | スペイン                     |
| ミルカー/禁じられた愛の泉 Milka - elokuva tabuista                      | ラウニ・モルベルイ             | フィンランド                 |
| マイ・ハート マイ・ラブ Tribute                                         | ボブ・クラーク                 | カナダ                       |
| ツィゴイネルワイゼン                                                    | 鈴木清順                       | 日本                         |
| Vrijdag                                                                 | ヒューゴ・クラウス             | ベルギー オランダ            |
| Yen gui lai                                                             | Jinggong Fu                    | 中国                         |

## 審査員
- ユッタ・ブリュックナー (西ドイツ/監督・脚本家)
- アストリド・ヘニング・イェンセン (デンマーク/監督)
- チャートリーチャルーム・ユコン (タイ/監督)
- イタロ・ジンガレリ (イタリア/プロデューサー)
- ドゥニ・エルー (カナダ/プロデューサー)
- アントニオ・イサシ (スペイン/脚本家)
- ピーター・ビクセル (スイス/作家)
- Jerzy Plazewski (ポーランド/批評家)
- Irina Petrowna Kuptschenko (ソ連/)